# Priscillia Ludosky
Priscillia Ludosky (Clamart, 4 de novembre de 1985) és una empresària i activista francesa. Anomenada la Pasionaria del moviment de revolta de les Armilles Grogues per la revista Elle, va iniciar el moviment de protesta pel descontentament arran d'una petició en línia «Pour une Baisse des Prix du Carburant à la Pompe» al web change.org, el 29 de maig de 2018, que reclamava una disminució de les taxes sobre la benzina.
La petició no va tenir gaire èxit al començament però a partir del setembre de 2018 es va generar un interès que va créixer de manera exponencial arran d'una entrevista al diari Le Parisien. Un altre activista destacat del moviment, Eric Drouet, la va contactar durant el mes d'octubre del mateix any i així van començar a coordinar la primera manifestació del 17 de novembre de 2018.
Tot i que les manifestacions foren reprimides amb duresa, les mobilitzacions de les Armilles Grogues van evidenciar la necessitat d'assolir una democràcia directa i avançar cap a la justícia ambiental, plantejant les bases d'un nou ordre social basat en la protecció del medi ambient i les llibertats col·lectives.